# 聖母子と聖ヤコブ、聖ドミニクス
『聖母子と聖ヤコブ、聖ドミニクス』（せいぼしとせいヤコブ、せいドミニクス、仏: La Vierge et l'Enfant entre saint Jacques et saint Dominique、英: Madonna and Child with Saint James and Saint Dominic）、または『ヤーコプ・フロレインスの聖母』（ヤーコプ・フロレインスのせいぼ、仏: Retable dit de Jacques Floreins、英: The Jacques Floreins Madonna）は、初期フランドル派の画家ハンス・メムリンクが1485-1490年頃、板上に油彩で制作した絵画である。作品は宗教画の体裁を取っているが、描かれているのはブルッヘの香辛料商人であったヤーコプ・フロレインス (Jacob Floreins) とその家族で、一種の家族肖像画である。作品はパリのルーヴル美術館に所蔵されている。

## 歴史
この作品の主題は聖会話である。この主題は当時、北イタリアでは人気があったが、北方ヨーロッパでは稀であり、両翼パネルを欠くものである。作品はヤーコプ・フロレインスにより家族用礼拝堂のために委嘱された可能性もあるが、1488年の彼の死後、妻により委嘱されたという説がほぼ確実のようである。メムリンクはフロレインスと妻、19人の子供たちを描くよう依頼された。フロレインスはブルッヘでペストのために死去し、家族のほとんども、その後まもなくペストで死去したという。なお、作品ではフロレインスの妻が未亡人として表されているので、彼の死後に完成されたものであろう。
本作は、家族がブルゴスを本拠地としていたフロレインス未亡人の希望でスペインに運ばれたようである。スペインがフランスに占領されていた間、ブルゴスに基地を置いていたジャン・バルテルミー・ダルマニャック 将軍は1808年に作品を略奪した。その後、作品は将軍からデュシャテル伯爵に購入され、彼の妻により1878年にパリのルーヴル美術館に寄贈された。

## 作品
フロレインス家、あるいは商人の紋章が、聖母マリアの前に敷かれた絨毯の中に現れている。聖母の左側で、ホタテ貝のついた帽子を手にしながら寄進者たちの救済を懇願しているのは、香辛料商人の守護聖人聖大ヤコブである。聖大ヤコブは、ヤーコプ (フラマン語でヤコブ) の名前にちなむ聖人である。一方、聖母の右側には、ドミニコ会の創始者の聖ドミニクスが立っている。聖ドミニクスが選ばれたのは、フロレインスの娘の1人がドミニコ会修道女になり、その姿で絵画に表されていることに関連するのであろう。
聖母は白い大理石の玉座につき、玉座にかけられた黄金の布によって世俗の世界から切り離されている。幼子イエス・キリストは祝福の仕草をし、背後に7人の息子を従えたフロレインスに目を向けている。聖母の視線は、12人の娘を従えている彼の妻に向けられている。
背景は3分割され、場面は時にヤン・ファン・エイクの作品に見られるように教会に設定されているが、ヤン・ファン・エイクとは違い、この作品で教会は外部に開けている。背景左側には城、あるいは町と騎士の姿があり、右側の農場と動物の景観と対照をなしている。遠景に鑑賞者の視線を導く曲がりくねった小道は、この時代に好まれた奥行き表現の定石である。
この作品は、ハンス・ホルバインの『ダルムシュタットの聖母』 (Darmstadt Madonna) を触発した可能性があり、子供たちを従えた夫妻が向き合うよう表現はまた、ベルンハルト・シュトリーゲル に帰属され、現在、スイスのシャフハウゼ (Schaffhouse) にある『フンク家の碑文』 (Funk Family Epitaph) とも比較されてきた。しかし、『フンク家の碑文』には聖人たちと聖母子は欠けている。